# Jan Felix Knobel
Pour les articles homonymes, voir Knobel.
Jan Felix Knobel (né le 16 janvier 1989 à Bad Homburg) est un athlète allemand spécialiste du décathlon.

## Carrière

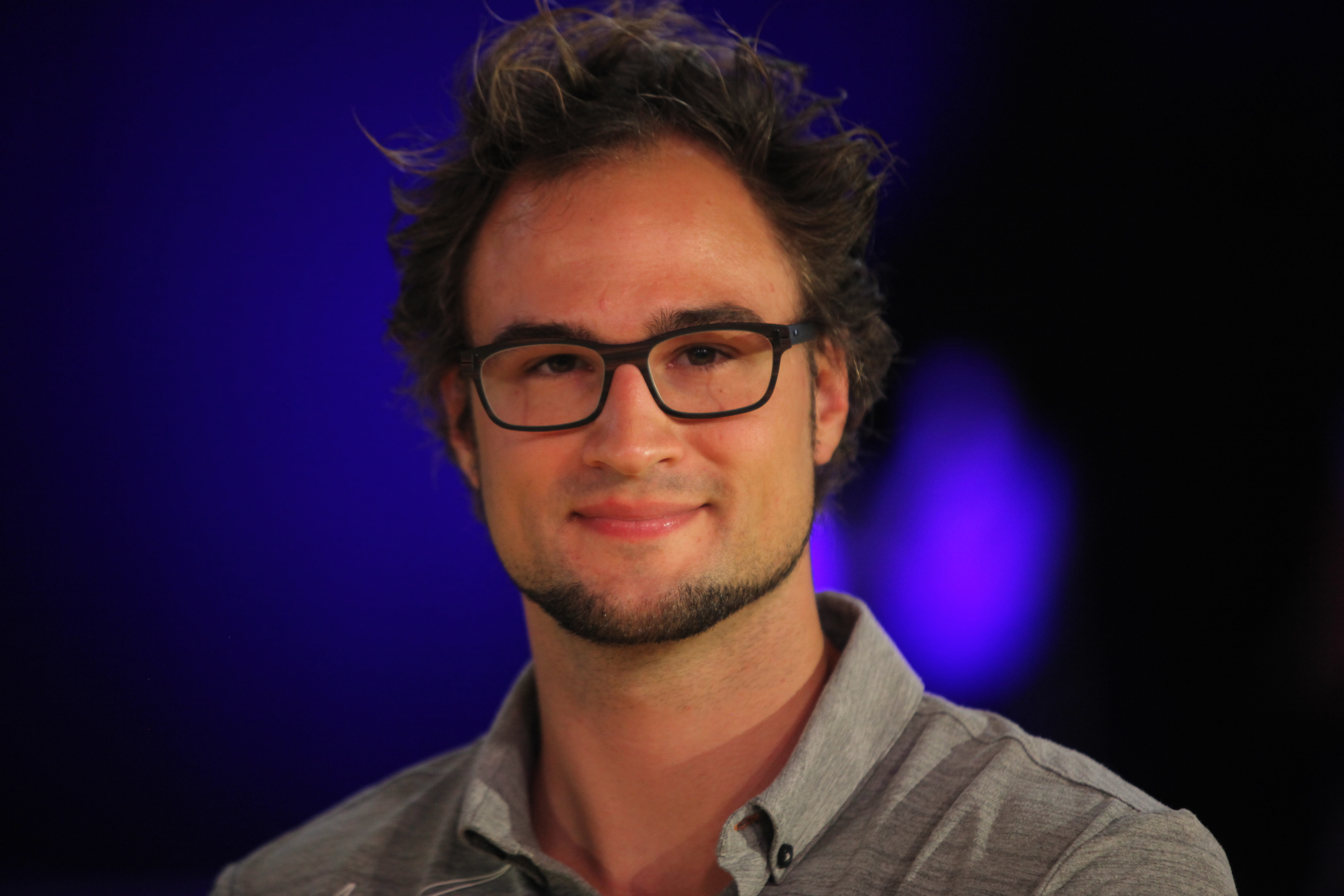
Jan Felix Knobel (2014)

Jan Felix Knobel devient champion du monde juniors du décathlon, en 2008 à Bydgoszcz, avec un total de 7 896 points.
En mai 2011, il se classe 5e à l'Hypo-Meeting de Götzis avec 8 288 points, record personnel. Cette performance au-delà des 8 200 points, lui permet d'être qualifié pour les Championnats du monde d'athlétisme 2011.
Le 15 juin 2012 à Ratingen il approche son record avec 8 228 points ce qui lui permet d'obtenir le minima A et la sélection pour les Championnats du monde 2013 à Moscou.

### Palmarès
| Date | Compétition                   | Lieu      | Résultat | Points |
| ---- | ----------------------------- | --------- | -------- | ------ |
| 2008 | Championnats du monde juniors | Bydgoszcz | 1er      | 7 896  |
| 2011 | Championnats du monde         | Daegu     | 8e       | 8 200  |
| 2012 | Mehrkampf-Meeting             | Ratingen  | 2e       | 8 228  |
| 2013 | Mehrkampf-Meeting             | Ratingen  | 3e       | 8 196  |

## Records

### Records personnels
| Épreuve           | Performance   | Lieu        | Date             |
| ----------------- | ------------- | ----------- | ---------------- |
| 100 mètres        | 11 s 04       | Ratingen    | 14 juin 2012     |
| Saut en longueur  | 7,30 m        | Daegu       | 27 août 2011     |
| Lancer du poids   | 16,06 m       | Daegu       | 27 août 2011     |
| Saut en hauteur   | 2,01 m        | Filderstadt | 1er janvier 2011 |
| 400 mètres        | 48 s 89       | Ratingen    | 14 juin 2012     |
| 110 mètres haies  | 14 s 70       | Weinheim    | 22 mai 2010      |
| Lancer du disque  | 47,93 m       | Daegu       | 27 août 2011     |
| Saut à la perche  | 5,00 m        | Ostrava     | 15 juillet 2011  |
| Lancer du javelot | 72,99 m       | Götzis      | 29 mai 2011      |
| 1 500 mètres      | 4 min 43 s 12 | Daegu       | 28 août 2011     |
| Décathlon         | 8 288 pts     | Götzis      | 29 mai 2011      |

| Épreuve    | Performance | Lieu      | Date            |
| ---------- | ----------- | --------- | --------------- |
| Heptathlon | 5 778 pts   | Francfort | 31 janvier 2010 |